# Brimpton
Brimpton är en ort och civil parish i Storbritannien.   Den ligger i kommunen West Berkshire i riksdelen England, i den södra delen av landet, 80 km väster om huvudstaden London. Brimpton ligger 86 meter över havet och antalet invånare är 616.
Terrängen runt Brimpton är platt. Runt Brimpton är det ganska tätbefolkat, med 230 invånare per kvadratkilometer. Närmaste större samhälle är Reading, 17,9 km nordost om Brimpton. Trakten runt Brimpton består till största delen av jordbruksmark.